# Les Sorcières d'Akelarre
Pour les articles homonymes, voir Akelarre.
Pour plus de détails, voir Fiche technique et Distribution.
Les Sorcières d'Akelarre (Akelarre) est un film hispano-franco-argentin réalisé par Pablo Agüero, sorti en 2020.

## Synopsis
En 1609 au Pays basque, cinq jeunes filles d’un village de pêcheurs sont arrêtées et accusées de « sorcellerie » pour leur participation présumée à un rituel païen, le sabbat. 
Essayant de clamer leur innocence, elles seront toujours considérées comme des « sorcières ». Il ne leur reste plus qu’à le devenir. 
Akelarre, interprétable en basque par « lande du bouc », fait référence à la mythologie basque. Un tableau de Goya, se nomme aussi Aquelarre.

## Fiche technique
- Titre original : Akelarre
- Titre français : Les Sorcières d'Akelarre
- Réalisation : Pablo Agüero
- Scénario : Pablo Agüero et Katell Guillou
- Photographie : Javier Agirre
- Montage : Teresa Font
- Musique : Maite Arrotajauregi et Aránzazu Calleja (es)
- Pays de production :  Espagne,  France,  Argentine
- Langues originales : espagnol et basque
- Format : couleur — 1,66:1 — Dolby Digital
- Genre : historique, drame
- Durée : 90 minutes
- Dates de sortie :
  - Espagne : 19 septembre 2020 (Festival international du film de Saint-Sébastien) ; 2 octobre 2020 (sortie nationale)
  - France : 30 juin 2021 (Festival international du film de La Rochelle) ; 25 août 2021 (sortie nationale)

## Distribution
- Amaia Aberasturi : Ana
- Àlex Brendemühl : Pierre de Rosteguy de Lancre
- Daniel Fanego (es) : le conseiller
- Garazi Urkola : Katalin
- Yune Nogueiras : María
- Jone Laspiur : Maider
- Irati Saez de Urabain : Olaia
- Daniel Chamorro (es) : le chirurgien

## Production
En 2008, alors à Cannes pour présenter son premier long métrage Salamandra à la Quinzaine des réalisateurs, Pablo Agüero tombe sur l'essai de Jules Michelet La Sorcière qui l'intéresse beaucoup, et lui fait prendre conscience que la représentation des sorcières dans la culture est celle des inquisiteurs. Il imagine alors un film qui prendrait le point de vue des victimes, de faire « un film de sorcière sans sorcière ».
L'histoire est inspirée des notes que Pierre de Rosteguy de Lancre a écrites sur son voyage au pays basque français en 1609 dans son ouvrage Tableau de l'inconstance des mauvais anges et démons. Celui-ci fait partie d'une commission royale d'Henri IV, envoyée dans le Labourd pour « purger le pays de tous les sorciers et sorcières sous l'emprise des démons », faire la lumière, en particulier à Saint-Jean-de-Luz, sur les actes et les mœurs réputés libres des femmes de marins en l'absence de leurs maris, et sur les comportements des guérisseuses et cartomanciennes. Cette chasse aux « sorcières » entrainera  entre soixante et quatre-vingts exécutions, avec l'audition de quatre à cinq cents témoins à Saint-Pée-sur-Nivelle.
Pierre de Rosteguy de Lancre, par ses écrits, est considéré comme un des créateurs du mythe du Sabbat des sorcières.
Une même vague de chasse aux sorcières a lieu du côté espagnol.
Selon le réalisateur Pablo Agüero, le film « est le résultat d'une longue enquête. En partant du livre de Pierre de Rosteguy de Lancre, qui dépeignait la sorcière comme une femme révolutionnaire, j'en suis venu à la singulière histoire du peuple basque, qui, contrairement aux Bretons ou aux Cathares, a résisté ».

## Sortie

### Accueil critique
En France, le site Allociné recense une moyenne des critiques presse de 3,3/5. 

## Distinctions

### Récompenses
- 35e cérémonie des Goyas : meilleure musique originale, meilleure direction artistique, meilleurs costumes, meilleurs maquillages et coiffures et meilleurs effets visuels[5]

### Nominations
- 35e cérémonie des Goyas : meilleure actrice pour Amaia Aberasturi, meilleure direction de production, meilleure photographie, meilleur son